# طيران جيجو الرحلة 2216
طيران جيجو الرحلة 2216 كانت رحلة دولية مجدولة لنقل الركاب من مطار سوفارنابومي الدولي في بانكوك بتايلاند إلى مطار موان الدولي في موان بكوريا الجنوبية. في 29 ديسمبر 2024، انحرفت طائرة ركاب من طراز بوينغ 737-800 أثناء تنفيذ الرحلة عن المدرج في مطار موان الدولي واصطدمت بحاجز. وتم تأكيد وفاة 179 شخصاً وإصابة اثنين بجروح.
إن الحادث أسوأ حادث جوي لطائرة ركاب كورية جنوبية منذ تحطم طائرة الخطوط الجوية الكورية الرحلة 801 في غوام عام 1997، والأكثر دموية على الأراضي الكورية الجنوبية، متجاوزًا تحطم طائرة الخطوط الجوية الصينية الرحلة 129 في عام 2002. كان الحادث أول حادث مميت في تاريخ شركة طيران جيجو الممتد على مدار 19 عامًا.
يُعد هذا الحادث أخطر كارثة طيران في عام 2024 حتى الآن، وهو الأكثر فتكًا بطائرة من طراز بوينج 737 الجيل التالي، متجاوزًا إسقاط طائرة الخطوط الجوية الدولية الأوكرانية الرحلة 752 في عام 2020، وأخطر حادث تحطم طائرة ركاب في عشرينيات القرن الحادي والعشرين. كما أنه ثاني أخطر حادث يتعلق بطائرة من عائلة بوينج 737 عمومًا، بعد تحطم طائرة ليون إير الرحلة 610 في عام 2018.

## الخلفية

### الطائرات
كانت الطائرة المعنية من طراز بوينج 737-8AS المسجلة برقم HL8088، ومجهزة بمحركين من طراز CFM International CFM56-7B. حلقت في 19 أغسطس 2009 أول مرة، وسُلّمت جديدة إلى شركة رايان إير باسم EI-EFR، قبل تسليمها إلى شركة جيجو إير في عام 2017.

### الركاب وطاقم الطائرة
من بين 175 راكبًا، كان اثنان من مواطني تايلاند والآخرون البالغ عددهم 173 من كوريا الجنوبية. كان أكبر الركاب سنًا رجلًا ولد في عام 1946 بينما كان أصغرهم ولد في عام 2021. كان هناك 82 رجلاً و93 امرأة. كان خمسة من الركاب دون سن العاشرة.
كان معظم الركاب عائدين إلى ديارهم من رحلة سياحية طويلة لمدة خمسة أيام إلى بانكوك، حيث استأجرت وكالة السفر المنظمة للجولة للطائرة. وأفادت التقارير أن ثلاثة عشر راكبًا كانوا مسؤولين حكوميين نشطين أو سابقين على المستوى الإقليمي أو المحلي/البلدي، وكان ثمانية منهم موظفين حكوميين حاليين أو سابقين من مقاطعة هواسون، وكان خمسة منهم ضباطًا إداريين في مكتب التعليم الإقليمي في جيونام.
تأكد وفاة 179 شخصًا. أُنقِذ اثنين من الناجين، وكلاهما من مضيفات الطيران، من مؤخرة الطائرة وكانا في وعيهما. أصيبوا بجروح تراوح من المتوسطة إلى الخطيرة وتلقوا العلاج الطبي في مستشفيات منفصلة في موكبو قبل نقلهم إلى مستشفى في سيول.

## الحادث

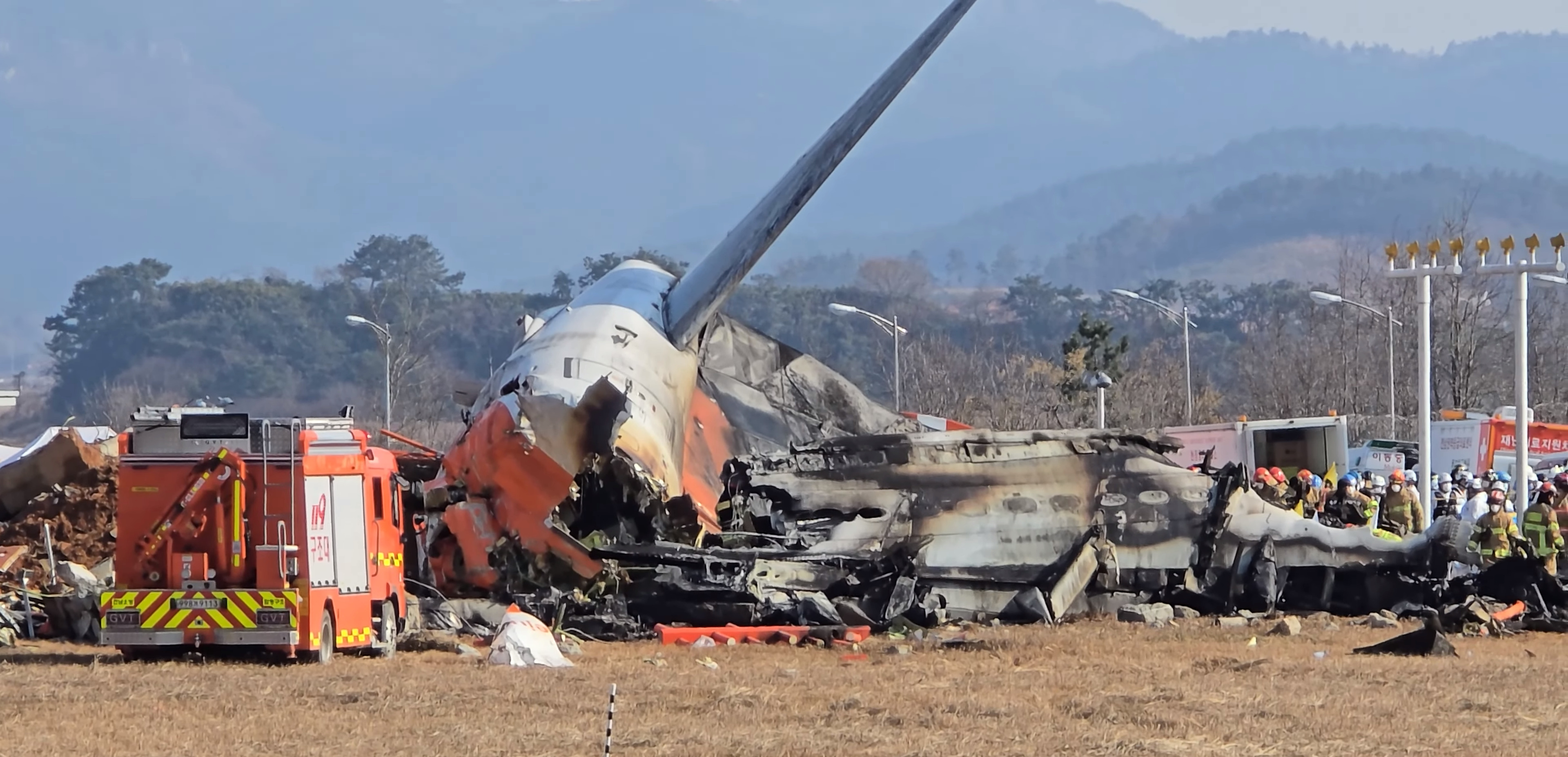
رحلة طيران جيجو رقم 2216

انطلقت الطائرة من الصالة F، البوابة F6 من مطار سوفارنابومي الدولي في الساعة 2:11 صباحا بوقيت ت ع م+07:00 (UTC+7) وأقلعت من المدرج 02R في الساعة 2:28 صباحًا وقال المسؤولون في تايلاند إنهم لم يسجلوا أي ظروف غير طبيعية على متن الطائرة أو على الأرض. وكانت تحمل 181 راكبًا: 175 راكبًا وستة من أفراد الطاقم.
بينما كانت الطائرة تستعد للهبوط في مطار موان الدولي في كوريا الجنوبية، حُذّرت في الساعة 8:57 صباحًا بتوقيت كوريا الجنوبية (UTC+9) بشأن احتمال اصطدامها بطائرة، وبعد دقيقة واحدة، أصدرت تنبيه استغاثة. في الساعة 9:00 صباحًا، حاولت الطائرة الهبوط اضطراريًا، واضطرت إلى الدوران مرة أخرى بعد فشل عجلات الهبوط في الانتشار. وقع الحادث بين الساعة 9:03 و9:07 صباحًا عندما حاولت الطائرة الهبوط مرة أخرى. تجاوزت المدرج أثناء محاولتها الهبوط على البطن بعد فشل عجلات الهبوط الرئيسية في الانتشار. أظهرت لقطات فيديو الطائرة تنزلق على المدرج دون نشر عجلات الهبوط قبل الاصطدام بجسر يحمل مجموعة نظام الهبوط الآلي وانفجرت. قال السكان المحليون إنهم شاهدوا ألسنة اللهب والشرارات تنطلق من الجناح الأيمن للطائرة وسمعوا انفجارات و"اصطياد المعادن" قبل الاصطدام. وقال البعض إنهم شاهدوا سربًا من الطيور يمتصه المحرك الأيمن، مما تسبب في نشوب حريق، الناجون الوحيدون هم اثنان من أفراد الطاقم أُنقذوا من قسم ذيل الطائرة.
تلقت خدمات الطوارئ مكالمات متعددة حوالي الساعة 9:03 صباحًا، وأصدرت استجابة الحرائق حالة طوارئ من المستوى 3، وهو أعلى مستوى لها. ووفقًا للوكالة الوطنية للإطفاء، تم إرسال 1562 فردًا، بما في ذلك 490 من رجال الإطفاء و340 من العسكريين و455 من ضباط الشرطة. تم إنقاذ أحد الناجين في الساعة 9:23، بينما تم إنقاذ الآخر من قسم الذيل في الساعة 9:50. تم إخماد الحريق في غضون 43 دقيقة من وقوع الحادث، بينما تم استرداد مسجلات بيانات الرحلة في غضون اليوم. تم العثور على مسجل بيانات الرحلة تالفًا جزئيًا بينما كان مسجل صوت قمرة القيادة سليمًا.
بحلول الساعة 1:36 مساءً، تحول رجال الإطفاء إلى عمليات البحث لانتشال الجثث. أُنشئت مشرحة مؤقتة في الموقع للتعامل مع الجثث المنتشلة من الحطام، ونشأت غرفة انتظار لأفراد أسرة الركاب في المطار مع تعيين موظفين مدنيين لكل أسرة لدعمهم أثناء انتظارهم أخبارًا عن الحادث. في وقت لاحق من الليل جرى إيواء أفراد الأسرة مؤقتًا في مساكن جامعة موكبو الوطنية. قدم بعض أفراد الأسرة عينات من الحمض النووي للمسؤولين في المطار للمساعدة في تحديد هوية القتلى. في 30 ديسمبر، في الساعة 12:10 صباحًا، قال حاكم مقاطعة جنوب جولا كيم يونج روك إنه جرى التعرف على 120 جثة؛ جُمعت بصمات 159 جثة بينما سيجري التعرف على 20 آخرين باستخدام عينات الحمض النووي. أُنشئت مشرحة مؤقتة في مطار موان لإيواء المتوفين.
صدر أمر بإغلاق مدرج مطار موان الدولي حتى الأول من يناير 2025. وفي وقت وقوع الكارثة، انخفض طول المدرج من 2800 متر إلى 2500 متر بسبب أعمال البناء الجارية.

## التحقيق
في مؤتمر صحفي، قال لي جونج هيون، رئيس إطفاء مقاطعة موان، إن سبب فشل عجلات الهبوط كان يُفترض أنه سوء الأحوال الجوية إلى جانب اصطدام طائر؛ كان الطقس حول المطار وقت وقوع الحادث مواتياً مع عدم وجود رياح أو أمطار أو سحب تقريبًا، وكانت الرؤية 9 كيلومترات (5.6 ميل). صرح جيف جوزيتي، المحقق السابق في الحوادث في إدارة الطيران الفيدرالية والمجلس الوطني لسلامة النقل، أن "صناعة الطيران مبنية على التكرار وهناك عدد قليل جدًا من حالات الفشل في نقطة واحدة في تصميم الطائرات أو عمليات الطائرات".
قبل ست دقائق من وقوع الحادث، أصدر مركز مراقبة حركة المرور بالمطار تحذيرًا من احتمال اصطدام الطيور. وبعد دقيقة واحدة، أعلن الطيار نداء استغاثة. يتمتع مطار موان الدولي بأعلى معدل اصطدامات الطيور من بين المطارات الإقليمية الأربعة عشر في كوريا الجنوبية. وعلى الرغم من أن العدد المطلق للاصطدامات صغير من الناحية الإحصائية، فإن معدل الاصطدام بنسبة 0.09٪ من الرحلات الجوية أعلى بكثير من المطارات الرئيسية الأخرى مثل جيمبو (0.018٪) وجيجو (0.013٪). تم بناء المطار بالقرب من موائل الطيور الرئيسية وأماكن التغذية، مثل بحيرة يونجسان والمسطحات الطينية على الساحل الجنوبي الغربي. تسبب تطوير الأراضي القريبة في دفع الطيور المحلية إلى اتخاذ طرق غير منتظمة بشكل متزايد، وأدى تغير المناخ إلى تحول العديد من أنواع الطيور المهاجرة إلى طيور مقيمة.